# 羽島市立竹鼻小学校
羽島市立竹鼻小学校（はしましりつ たけはなしょうがっこう）は、岐阜県羽島市にある公立小学校。

## 通学区域
- 通学区域は竹鼻町、竹鼻町狐穴の一部、竹鼻町飯柄の一部、竹鼻町錦町、竹鼻町西野町、竹鼻町神楽、竹鼻町丸の内、小熊町5丁目の一部、小熊町島、小熊町島1-5丁目、小熊町島新道、小熊町島前、小熊町足近新田、足近町南之川、足近町5丁目の一部、新生町、正木町曲利の一部、福寿町間島、福寿町間島6-9丁目である。主な公立中学校の進学先は羽島市立竹鼻中学校である[1]。

## 歴史
- 1873年 - 好問義校、出藍義校が開校する。
- 1874年 - 好問義校と出藍義校が合併し、竹ヶ鼻学校となる。
- 1879年 - 竹ヶ鼻小学校に改称する。
- 1886年 - 竹ヶ鼻尋常小学校に改称する。
- 1926年 - 竹ヶ鼻尋常高等小学校に改称する。
- 1941年 - 竹ヶ鼻第一国民学校に改称する。
- 1947年 - 竹ヶ鼻第一小学校に改称する。
- 1954年 - 羽島市の発足に伴い、羽島市立竹ヶ鼻第一小学校に改称する。
- 1958年 - 羽島市立竹鼻小学校に改称する。

## 学校の教育目標
夢をもって『前へ』　～仲間とともに、自分の花を咲かせよう～

## 校歌
作詞：加藤鉦一　作曲：長島瀧牟